# Ларш (кантон)
Ларш (фр. Larche) — кантон во Франции, находится в регионе Лимузен, департамент Коррез. Входит в состав округа Брив-ла-Гайярд.
Код INSEE кантона — 1914. Всего в кантон Ларш входят 8 коммун, из них главной коммуной является Ларш.

## Коммуны кантона
| Коммуна               | Население, чел. (2007) | Почтовый индекс | Код INSEE |
| --------------------- | ---------------------- | --------------- | --------- |
| Кюблак                | 1 622                  | 19520           | 19066     |
| Ларш                  | 1 643                  | 19600           | 19107     |
| Лиссак-сюр-Куз        | 683                    | 19600           | 19117     |
| Мансак                | 1 372                  | 19520           | 19124     |
| Сен-Панталеон-де-Ларш | 4 507                  | 19600           | 19229     |
| Сен-Сернен-де-Ларш    | 558                    | 19600           | 19191     |
| Шартрие-Ферьер        | 339                    | 19600           | 19047     |
| Шасто                 | 536                    | 19600           | 19049     |

## Население
Население кантона на 2007 год составляло 11 260 человек.
| 1962  | 1968  | 1975  | 1982  | 1990  | 1999  | 2006   | 2007   |
| ----- | ----- | ----- | ----- | ----- | ----- | ------ | ------ |
| 5 505 | 6 101 | 6 968 | 8 209 | 9 328 | 9 791 | 11 056 | 11 260 |